# Western Design Center 65816

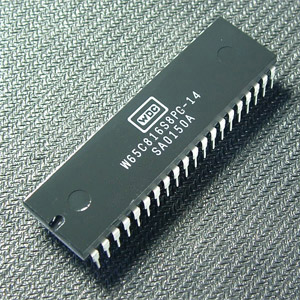
W65C816S 16-bit-Mikroprozessor

Der W65C816S, auch 65C816 oder 65816 genannt, ist ein 1983 vorgestellter 16-bit-Mikroprozessor, entwickelt vom Western Design Center (WDC). Hiervon wurde der W65C265S als Mikrocontroller abgeleitet.

## Mikroprozessor
Der Mikroprozessor wurde als erweiterter und kompatibler Nachfolger des MOS Technology 6502 entwickelt. Er hat zwei Indexregister, einen Stackpointer, ein Direct Page Register und einen 24-Bit-Adressbus. Als statische CMOS-Schaltung zeichnet er sich, abgesehen von der Kompatibilität zum 6502, durch eine geringe Stromaufnahme von 300 µA bei 1 MHz (entspricht ca. 1 mW bei einer Spannung von 3,3 V) und eine hohe Störsicherheit aus.

## Mikrocontroller
Beim W65C265S wird im Gegensatz zu den meisten anderen Mikrocontrollern der komplette Adress- und Datenbus nach außen geführt. Damit lässt sich der gesamte Adressbereich auch außerhalb des Controllers ansprechen. Zusätzlich  hat er unter anderem 8 KB maskenprogrammierbares ROM, 576 Byte RAM, 2 Tongeneratoren, 64 I/O-Ports, 4 interruptfähige UARTs, 8 Timer/Zähler. Per DMA kann auch auf das interne ROM zugegriffen werden.

## Hauptsächliche Verwendung der CPU
- im Apple IIGS (2,8 MHz, in Beschleunigerkarten bis 14 MHz)
- in der Spielkonsole Super Famicom/Super Nintendo (3,58 MHz)
- in den SuperCPU-Beschleunigern (20 MHz), sowie Flash 8 (8 MHz) für Commodore 64 und 128
- im Acorn Communicator (2,0 MHz)